# Toxonprucha clientis
Toxonprucha clientis là một loài bướm đêm trong họ Erebidae.